# Josh Greene
Pour les articles homonymes, voir Josh et Greene.
Josh Greene, né le 24 avril 1992 à Lake View Terrace (en), Californie, est un joueur américain de basket-ball. Il évolue au poste de meneur.

## Biographie

### Carrière universitaire
Il passe ses quatre années universitaires à l'université d'État de Californie à Northridge où il joue pour les Matadors (en) entre 2010 et 2014.

### Carrière professionnelle
Le 26 juin 2014, lors de la draft 2014 de la NBA, automatiquement éligible, il n'est pas sélectionné.
Le 6 août 2014, il signe son premier contrat professionnel en Italie à Matera en deuxième division.
Le 18 juillet 2015, il signe à l'Aurora Fileni BPA Jesi en deuxième division italienne. Le 11 avril 2016, il quitte Jesi. Le 18 avril 2016, il termine la saison 2015-2016 à l'Assigeco Casalpusterlengo (en) en deuxième division italienne.
Le 21 juillet 2016, il signe en France au Saint Thomas Basket Le Havre qui évolue en deuxième division.

## Statistiques

### Universitaires
Les statistiques en matchs universitaires de Josh Greene sont les suivantes :
| Saison    | Équipe                    | Matchs | Titul. | Min./m | % Tir | % 3pts | % LF | Rbds/m. | Pass/m. | Int/m. | Ctr/m. | Pts/m. |
| --------- | ------------------------- | ------ | ------ | ------ | ----- | ------ | ---- | ------- | ------- | ------ | ------ | ------ |
| 2010-2011 | Cal State Northridge (en) | 32     | 0      | 17,2   | 40,1  | 35,3   | 82,6 | 1,28    | 1,56    | 0,53   | 0,03   | 6,53   |
| 2011-2012 | Cal State Northridge      | 28     | 20     | 29,3   | 36,8  | 35,6   | 83,1 | 3,18    | 2,96    | 0,79   | 0,00   | 12,39  |
| 2012-2013 | Cal State Northridge      | 30     | 28     | 32,3   | 38,3  | 38,4   | 85,8 | 2,77    | 3,73    | 1,67   | 0,13   | 14,47  |
| 2013-2014 | Cal State Northridge      | 35     | 34     | 35,9   | 40,8  | 43,1   | 91,4 | 2,97    | 3,29    | 1,09   | 0,17   | 15,97  |
| Total     |                           | 125    | 82     | 28,8   | 39,0  | 38,6   | 87,1 | 2,54    | 2,88    | 1,02   | 0,09   | 12,39  |

### Professionnelles
| Saison    | Équipe                                        | Matchs | Titul. | Min./m | % Tir | % 3pts | % LF  | Rbds/m. | Pass/m. | Int/m. | Ctr/m. | Pts/m. |
| --------- | --------------------------------------------- | ------ | ------ | ------ | ----- | ------ | ----- | ------- | ------- | ------ | ------ | ------ |
| 2015-2016 | Aurora Fileni BPA Jesi (Legadue Gold)         | 28     | 28     | 33,4   | 41,0  | 38,1   | 90,2  | 4,04    | 3,82    | 0,82   | 0,04   | 15,04  |
| 2015-2016 | Assigeco Casalpusterlengo (en) (Legadue Gold) | 2      | 0      | 25,0   | 42,1  | 44,4   | 100,0 | 3,50    | 2,50    | 0,00   | 0,00   | 13,00  |
| Total     |                                               | 30     | 28     | 32,8   | 41,1  | 38,6   | 90,6  | 4,00    | 3,73    | 0,77   | 0,03   | 14,90  |

## Palmarès
- All-Big West Honorable Mention (2012, 2013, 2014)
- Big West All-Tournament Team (2014)